# Metabelbella zachvatkini
Metabelbella zachvatkini är en kvalsterart som beskrevs av Bulanova-Zachvatkina 1957. Metabelbella zachvatkini ingår i släktet Metabelbella och familjen Damaeidae. Inga underarter finns listade i Catalogue of Life.